# Берлина
Берли́на — річкове плоскодонне однощоглове дерев'яне судно. Берлини були різного розміру: найбільші — довжиною близько 50 м, шириною близько 10 м, висотою близько 3 м, осадка — до 2 м, вантажність — до 600 тон. Берлини у XVIII-XIX століттях використовувались на Дніпрі, Бугу, Дунаї, Дністрі. Берлини поділялись на палубні, напівпалубні та безпалубні. Ходили на веслах, з одним великим вітрилом та на кодолі (завозом якоря, кінною чи бурлацькою тягою).
У верхів'ях Дніпра, на Десні, Прип'яті, а також в басейні Неви, такі судна називались «білянами».